# Akhtarin (nahija)
Nahija Akhtarin (ar. ناحية أخترين) je nahija u okrugu Azaz, u sirijskoj pokrajini Alep. Površina nahije je 341,78 km2. Po popisu iz 2004. (prije rata), nahija je imala 39.385 stanovnika. Administrativno sjedište je u naselju Akhtarin.